# Uroxys monstrosus
Uroxys monstrosus là một loài bọ cánh cứng trong họ Bọ hung (Scarabaeidae).